# Klaus Meyer (Ruderer)
Klaus Meyer (* 21. Januar 1954 in Köln) ist ein ehemaliger deutscher Ruderer.

## Biografie
Klaus Meyer nahm bei den Olympischen Sommerspielen 1976 in Montreal in der Regatta mit dem Vierer ohne Steuermann teil. Meyer wurde nach dem Vorlauf krankheitsbedingt durch Klaus Roloff ersetzt. Das westdeutsche Boot belegte im Finale den sechsten Rang. Ein Jahr später bei den Weltmeisterschaften in Amsterdam gewann er in der gleichen Bootsklasse die Silbermedaille.
Meyer wurde mehrfach Deutscher Meister in mehreren Bootsklassen.